# Негрон, Хулио
Ху́лио Негро́н (исп. Julio Negrón; даты рождения и смерти неизвестны, род. в Монтевидео, ум. в Буэнос-Айресе) — уругвайский футболист, выступавший, преимущественно, на позиции левого инсайда (полузащитника). По основной специальности был офисным работником Центральной уругвайской железной дороги (ЦУЖД), принадлежавшей британскому капиталу. Первый уругваец (не англичанин), ставший капитаном в уругвайском футбольном клубе в эпоху, когда футбол в стране был в основном привилегией иностранных сотрудников совместных предприятий. Первый легионер-уругваец в аргентинском футболе.

## Биография
Хулио Негрон был потомком Диего Марина де Негрона, испанского аристократа, назначенного королём Филиппом III губернатором Рио-де-ла-Платы и Парагвая в 1606 году. После смерти де Негрона от отравления в 1613 году его потомки остались жить в Южной Америке, преимущественно в Буэнос-Айресе, но часть, уже в XIX веке, переехала в Уругвай, сохранив состояние и аристократические привилегии. Точная дата рождения Хулио Негрона неизвестна, однако к 1892 году он обучался (либо завершал своё обучение) в Английской средней школе (англ. The English High School), куда его, уругвайца по рождению, допустили именно благодаря аристократическим корням.
28 сентября 1891 году был основан Центральный Уругвайский Железнодорожный Крикетный Клуб (ЦУЖДКК). Не прошло и года, как в основном составе команды появился первый уругваец по рождению — Хулио Негрон, при этом в основном команда формировалась из британцев (англичан и шотландцев), работавших в железнодорожной компании. Негрон сформировал пару защитников с Джоном Макгрегором, своим товарищем по футбольной команде Английской средней школы. Помимо футбола Негрон также занимался греблей. К 1894 году он стал одним из лидеров команды, и в 1895 году был избран в качестве капитана — первого уругвайского капитана в истории ЦУЖДКК/«Пеньяроля». Негрон отличался мастерским дриблингом и хорошей физической подготовкой. В 1896 году делил капитанство с Т. Б. Дэвисом и Джеймсом Бьюкененом. Помимо игр за ЦУЖДКК, Негрон периодически играл в футбол за «Монтевидео Крикет Клуб» и «Альбион» — старейшие уругвайские клубы, культивирующие футбол.
Журналист и историк уругвайского футбола Атилио Гарридо в статье, посвящённой критике [болельщиков и руководства] «Пеньяроля» к подходу, педалирующему «народное» и «рабочее» происхождение клуба, отмечает, что Негрон по своему социальному происхождению был довольно оторван от «простых людей», а после получения образования работал в офисе ЦУЖД, но никак не в самих цехах. Автор, однако, не отрицает, что Негрон всё же формально был уругвайцем.
Чемпионат Уругвая впервые был разыгран в 1900 году, поэтому почти целое десятилетие немногочисленные уругвайские клубы играли друг против друга в товарищеских матчах или за коммерческие кубки, а также иногда выезжали в Буэнос-Айрес на международные матчи (первопроходцем в 1896 году стал «Альбион»). После завершения сезона 1896 года, Хулио Негрон покинул Уругвай и переселился в Буэнос-Айрес, где проживала большая часть его родственников.
Некоторое время Хулио продолжал играть в футбол, став первым в истории аргентинского футбола легионером из Уругвая. В 1897 году выступал за «Бельграно Атлетик» — команду, которая с 1899 по 1908 год смогла трижды прерывать доминирование в чемпионате «Алумни», выигравшего 10 чемпионатов Аргентины за 14 сезонов.
В 1898 году он стал вице-чемпионом Аргентины в составе «Лобоса», представлявшего одноимённый город в провинции Буэнос-Айрес. «Лобос» уступил титул «Ломасу» лишь в «золотом матче» со счётом 1:2. В следующем году команда повторила свой успех. Дальнейшая судьба Негрона неизвестна.

## Достижения
- Вице-чемпион Аргентины (допрофессиональный период) (2): 1898, 1899

## Комментарии
1. ↑  В источнике опечатка — 1806 год.
2. ↑  В источнике опечатка — 1813 год.
3. ↑  Последний в 2022 году спустя более столетие вернулся в уругвайскую Примеру.
4. ↑  Как и в Уругвае, в Аргентине на рубеже XIX и XX веков футбольные команды также формировались преимущественно из иностранных рабочих.